# Ambrosis Höhlensalamander
Ambrosis Höhlensalamander (Hydromantes ambrosii, Syn.: Speleomantes ambrosii) ist ein Schwanzlurch aus der Familie der Lungenlosen Salamander (Plethodontidae). Sein Verbreitungsgebiet liegt in Italien.

## Merkmale
Adulte Tiere werden etwa 9 bis 12 cm lang, wobei die Weibchen geringfügig länger sind als die Männchen. Der ovale Kopf macht etwa ein Achtel der Gesamtlänge aus und der Schwanz beinahe die Hälfte der Gesamtlänge. Die Körperfärbung und -zeichnung ist variabel und kann verschiedene Brauntöne, Grau, Ocker und Gelbtöne umfassen. Häufig befinden sich hellere Flecken auf der Grundfärbung. Die Bauchseite ist dunkler als die Rückenseite. Viele Individuen weisen an den Rückenrändern einen teils durchgehenden, teils unterbrochenen hellen ockergelben Streifen auf, der besonders bei Tieren im Raum La Spezia (Hydromantes a. ambrosii) ausgeprägt ist. Erwachsene Tiere haben auf jeder Seite des Kopfes Ohrdrüsen (Parotiden).
Höhlensalamander haben keine Lungen, der notwendige Gasaustausch findet über die Mundhöhle und die Haut statt. Deshalb ist es wichtig, dass die Haut stets feucht ist, und die Tiere benötigen eine relative Luftfeuchte zwischen 80 und 100 %.

## Verwechslung
Eine Unterscheidung vom Ligurischen Höhlensalamander und vom Italienischen Höhlensalamander aufgrund äußerer Merkmale ist sehr schwierig. Die Bestimmung erfolgt am einfachsten über den Fundort.

## Verbreitung
Die Art hat ein kleines Verbreitungsgebiet in Nordwestitalien, das in zwei disjunkte Areale unterteilt ist. Die Verbreitung beschränkt sich auf die italienischen Regionen Toskana und Ligurien, hier lebt die Art vorwiegend in den Apenninen nahe den Städten La Spezia und Massa und kommt von nahezu Meeresspiegelhöhe bis 1730 m über NN vor.
Der Lebensraum besteht aus Nadel-, Laub- und Mischwäldern, aber auch Buschland oder spärlich bewachsenem Felsgelände. Die Art bewohnt Verstecke in Felsen oder der Erde.

## Lebensweise
Die saisonale Aktivität konzentriert sich auf die Zeit von Frühjahr bis Sommer und dann nochmal auf den Herbst. Die Tiere sind nachtaktiv und normalerweise nur bei oder nach Regen an der Erdoberfläche zu finden. Tagsüber verbergen sie sich meist unter Steinen und in Hohlräumen, wie Spaltensystemen und Höhlen. Im Winter werden sie nur gelegentlich bei höheren Temperaturen aktiv und halten überwiegend eine Winterruhe.
Die Nahrung, bestehend aus kleinen Wirbellosen, wird mit einer vorschnellbaren Schleuderzunge erbeutet. Bei günstigen Witterungsverhältnissen sind sie oberirdisch am Boden unterwegs und suchen nach Nahrung oder warten auf Steinhaufen, an Felsen oder Mauern auf Beutetiere.

## Gefährdung
Die Art ist in ihrem Verbreitungsgebiet häufig, aber durch das kleine Areal empfindlich gegenüber menschlichen Einwirkungen. Die IUCN listet die Art in der Roten Liste gefährdeter Arten als potentiell gefährdet (near threatened ) mit einem stabilen Populationstrend.

## Unterarten
Die Unterart H. a. bianchii besiedelt den südlichen Teil der Provinz Massa-Carrara und bleibt dabei östlich des Flusses Magra. H. a. ambrosii findet sich westlich des Flusses Magra, in der Provinz La Spezia.

## Taxonomie
Ambrosis Höhlensalamander wurde früher mit dem Ligurischen Höhlensalamander in einer Art vereint. Später wurden die Arten vor allem aufgrund genetischer Daten voneinander getrennt. Der Name Hydromantes ambrosii wurde zu Ehren des italienischen Historikers und Archäologen Augusto Cesare Ambrosi (1919–2003), des Entdeckers der Art, gewählt.